# Landscape (groupe français)
Pour les articles homonymes, voir Landscape.
Landscape est un groupe français de rock indépendant. Il est formé en octobre 2004 par Guillaume de Chirac, compositeur et arrangeur. Il est également claviériste de Sébastien Schuller. 

## Histoire
Landscape est un projet solo formé par Guillaume de Chirac en 2004, à la suite de la séparation de son groupe, The Misadventures of… Il intègre différents musiciens à chaque enregistrement ou concert.
Le premier album, intitulé One, sort en 2005. De Chirac est entouré de deux guitaristes (Steffen Charron et Léonard Mule) et de la section rythmique du groupe Overhead (Richard Cousin pour la basse, Cyril Tronchet pour la batterie). L’album, très instrumental et influencé par le post-rock de Sigur Rós ou encore Mogwai, est enregistré en grande partie en « home studio » par Mule et de Chirac.
D'abord auto-produit, Landscape participe à la création de son label à la fin 2005. Square Dogs est un label autogéré par des membres de Landscape et Simple as Pop, ainsi que leur graphiste Alan Charron,. Le label est distribué entre janvier 2006 et février 2009 par Differ-ant.
Le groupe donne une dizaine de concerts à la suite de la sortie de l’album One. Guillaume de Chirac travaille dans le même temps sur un nouvel album où le chant mais aussi les arrangements de cordes et de cuivres sont plus présents. Tout en restant fidèle aux premiers paysages sonores évoqués dans One, Landscape explore des horizons musicaux plus variés, touchant aussi bien à la pop et au folk qu’à la musique classique. De Chirac s’est entouré, au chant, d’acteurs de la scène indépendante française : Syd Matters, Arman Méliès, Nicolas Leroux (Overhead) et Benoît Guivarch (Carp). 
L’album est enregistré d’octobre 2006 à janvier 2007 à Paris aux studios Microbe (basse, batterie), au studio du Poisson Barbu (guitares, claviers, chant) et aux studios de la Seine (piano), par Léonard Mule, Raphaël Ankierman et Fabrice Maria. L’album est masterisé par Chab à Translab en janvier 2007. Quinze musiciens ont participé à son élaboration, et pour les remercier, Guillaume intitule l’album With a Little Help from My Friends. Il sort en mars 2007 sur le label Square Dogs, distribué par Differ-ant en France et Cod&s en Belgique. Le groupe donne une vingtaine de concerts en 2007 dont deux au Café de la Danse à Paris.
Le 3e album éponyme du groupe voit le jour en février 2011. Toujours composé par Guillaume de Chirac, il est enregistré par Nicolas Leroux d'août à novembre 2010 au studio Mullholland Drive, près de Paris, autour d'une formation de cinq musiciens. Visuellement, l'album présente une double pochette, illustrée par l'artiste Elise Boularan.